# Kościół Świętej Trójcy w Kielcach (ewangelicko-augsburski)
Kościół Świętej Trójcy, zwany niekiedy ewangelickim – zabytkowy kościół przy głównym deptaku miejskim – ulicy Henryka Sienkiewicza w Kielcach.

## Historia
Pod koniec XVIII w. w Kielcach zaczęli osiedlać się specjaliści górniczy, rzemieślnicy oraz inżynierowie, którzy deklarowali się jako ewangelicy. Podobna sytuacja miała jeszcze miejsce w XIX w. Osoby, które wówczas przybyły do miasta znalazły zatrudnienie w Szkole Akademiczno-Górniczej czy Hucie Miedzi „Aleksander” na Białogonie.
W 1812 podjęto działania zmierzające do utworzenia parafii ewangelickiej w Kielcach. W 1834 parafia ewangelicka w Kielcach liczyła 611 osób. Warto przytoczyć słowa Jerzego Jerzmanowskiego: „...(liczba parafian) zaczęła maleć dopiero z latami. W mieście nie pamiętano religijnych zatargów, ani nawet jaskrawych niechęci. Królowało przyjazne współżycie wyznawców różnych religii i wzajemna tolerancja”. W latach 30. XIX w. uzyskano poparcie Głównej Dyrekcji Hutniczej w Kielcach, której dyrektorem był ewangelik – Jan Ullman. W 1835 gmina ewangelicka wystąpiła z wnioskiem do władz miasta o przyznanie pod budowę kościoła placu przy obecnym deptaku. Miasto wydało pozytywną decyzję w tej sprawie i przyznało fundusze na budowę świątyni.
Świątynię wzniósł w 1837 Kajetan Hołdakowski (Chołdakowski), przedsiębiorca budowlany pochodzący z Pińczowa, pochowany na kieleckim Cmentarzu Starym. Autorem projektu był inżynier wojewódzki ówczesnego województwa krakowskiego Karol Meyzer.
W okresie Polskiej Rzeczypospolitej Ludowej świątynia była użytkowana przez parafię polskokatolicką pod wezwaniem Świętych Apostołów Piotra i Pawła.

## Architektura
Projekt zakładał wybudowanie kościoła w stylu klasycystycznym, na planie prostokąta, z jednonawowym korpusem i wieżą od strony północnej, w której zlokalizowano główne wejście do kościoła oraz schody na chór. Ówczesne założenia urbanistyczne miasta zakładały wybudowanie ulicy przez południową części działki, na której wznoszono świątynię. Dlatego plan budynku przybrał postać trapezu prostokątnego z pochyłym ramieniem od strony projektowanego ciągu komunikacyjnego.
Przy świątyni urządzono ogród, który nie zachował się do dzisiejszych czasów. Władze parafii mają w perspektywie plany jego odtworzenia. W tym samym czasie u zbiegu ulic Sienkiewicza i Hipotecznej wybudowano dom pastora, który pełni swoją funkcję do dzisiaj.

## Stan obecny
Znaczny spadek liczby wiernych i zubożenie parafii w ciągu półwiecza po II wojnie światowej znalazły odzwierciedlenie w złym stanie technicznym budynku. W tym czasie kościół był współużytkowany przez parafię polskokatolicką.
W 2001 świątynia przeszła generalny remont finansowany ze środków przyznanych przez wojewodę świętokrzyskiego. We wrześniu tego samego roku kościół otrzymał miano Ekumenicznej Świątyni Pokoju. Jest pierwszym tego typu obiektem w kraju, w której różne kościoły, związki wyznaniowe i religijne (mniejszości religijne) o uznanym statucie prawnym w Polsce mogą odprawiać swoje obrządki religijne. Obecnie kościół służy ewangelikom, katolikom polskim i chrześcijanom wiary ewangelicznej.
Kościół jest najwyżej położonym budynkiem przy ul. Henryka Sienkiewicza; znajduje się on na wys. 299,64 m n.p.m.
Obecnie kościół ewangelicko-augsburski pw. Świętej Trójcy w Kielcach stanowi filiał parafii ewangelicko-augsburskiej w Radomiu (diecezja warszawska). Nabożeństwa odbywają się w każdą niedzielę miesiąca o godzinie 10:00.
Kościół użytkowany jest również przez kielecką parafię polskokatolicką – jej proboszczem jest ks. dziek. mgr Paweł Walczyński.